# Sopwith Tabloid

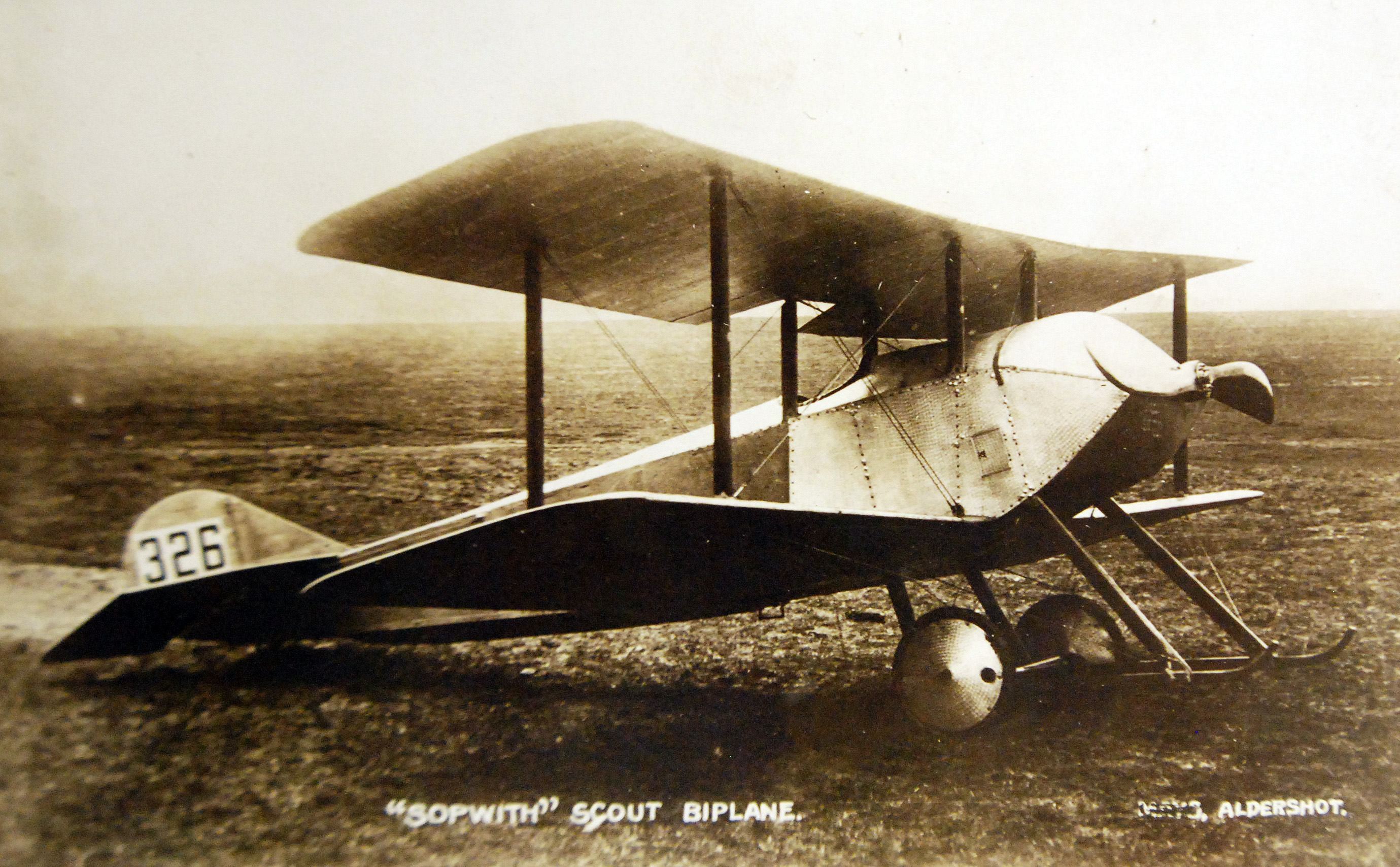
Sopwith Tabloid tweedekker, Ithaca New York, 1915.

De  Sopwith Tabloid  en  Sopwith Schneider  (watervliegtuig uitvoering) waren Engelse eenmotorige tweedekker sportvliegtuigen. Ontwikkeld en geproduceerd door vliegtuigfabriek Sopwith Aviation Company. De eerste vlucht vond plaats op 27 november 1913. Er zijn van beiden totaal 178 exemplaren geproduceerd. De Tabloid was het eerste succesvolle vliegtuig van Sopwith, ontworpen als sportvliegtuig met een wielonderstel, werd het toestel later ook ingezet voor militair gebruik.
Voor de Schneider Trophy in 1914 werd een watervliegtuig-versie ontwikkeld, de Sopwith Schneider. Dit toestel won de wedstrijd, waarbij aangetekend moet worden dat de tegenstand niet indrukwekkend was.

## Ontwerp en historie
De Sopwith Tabloid was een ontwerp van Fred Sigrist. Het eerste toestel was, ongebruikelijk voor die tijd, een side-by-side tweezitter. De eerste vlucht werd eind 1913 uitgevoerd door testpiloot Harry Hawker. Het toestel had geen rolroeren, maar maakte voor de besturing rond de langsas gebruik van vleugeltordatie (verdraaiing). De romp en de vleugels waren geconstrueerd van hout met ondersteuning van spandraden en geheel overtrokken met doek. De voorkant van de romp had een aluminium beplating. Een opvallend detail was de gesloten motorkap aan de bovenkant van de motor. Het eerste model had een zevencilinder 80 pk Gnome rotatiemotor. Voor het Schneider watervliegtuig werd een negencilinder 100 pk rotatiemotor gebruikt.
In de Eerste Wereldoorlog werd de Tabloid door het Engelse leger ingezet als verkenningsvliegtuig boven Frankrijk. De Engelse marine gebruikte Schneider watervliegtuigen (bewapend met een 7,7 mm Lewis Gun) om zeppelins op te sporen en zo mogelijk neer te schieten. En tevens als lichte bommenwerper met maximaal vijf bommen van negen kilogram.

## Varianten
Tabloid
Originele versie met wielonderstel, side-by-side tweezitter, 6 gebouwd.
Eenzitter Tabloid
Eenzitter versie voor het Engelse leger, 32+ gebouwd.
1914 Schneider Racer
Eenzitter Tabloid met drijvers, 1 of 2 gebouwd.
Schneider
Watervliegtuig met drijvers, productieversie van de Schneider Racer voor het Engelse leger, 133 gebouwd.
Gordon Bennett Trophy Racer
Variant speciaal gebouwd om deel te nemen aan de Gordon Bennett Trophy. Met een meer gestroomlijnde romp met ronde vormdelen, kleinere staartvlakken en aangepast onderstel. Maximumsnelheid 169 km/u. 2 gebouwd.
Lebed VII
Ongelicenseerde kopie gebouwd door de Russische vliegtuigbouwer Lebed.
Lebed VIII
Idem als de Lebed VII maar met aangepast landingsgestel.
Yokosuka Navy Ha-go Small Seaplane
Een enkele Sopwith Schneider, geleverd aan de Japanse Marine.
Sopwith Baby
Eenzitter doorontwikkeling uit 1915 van het Sopwith Schneider watervliegtuig voor de Engelse en Italiaanse Marine. Uitgerust met een Clerget negencilinder rotatiemotor van 110 pk. Bewapend met 7,7 mm Lewis Gun en 2 bommen van 29 kg. Maximumsnelheid 160 km/u. 386 gebouwd.